# Paronychodon
Paronychodon is een geslacht van theropode dinosauriërs, behorend tot de Maniraptora, dat leefde tijdens het Jura en Krijt.
Paranychodon is de naam die aan een bepaald type gevonden losse tanden wordt gegeven. Vermoedelijk zijn die afkomstig van verschillende, niet noodzakelijk direct verwante, soorten

## Vondst en naamgeving
In 1876 benoemde Edward Drinker Cope de typesoort Paronychodon lacustris op basis van een tand gevonden in de Judith River Formation, daterend uit het Campanien. De betekenis van de geslachtsnaam is onzeker want Cope gaf geen etymologie; zij is afgeleid van het Oudgriekse παρά, para, "naast", ὄνυξ, onyx, "klauw", en ὀδών, odoon, "tand". Ze zou dus zoiets kunnen betekenen als "tand die bijna als een klauw gevormd is". De soortaanduiding betekent "van het meer" in het Latijn.
Cope dacht oorspronkelijk dat het om een tand van een plesiosauriër ging, maar hetzelfde jaar nog besefte hij dat het om een roofsauriër moest gaan.
De tand, holotype AMNH 3018, is een centimeter lang, langgerekt, sterk gebogen en is aan de binnenzijde afgeplat terwijl de buitenzijde bol is. De kroon toont lage verticale richels. Er zijn geen kartelingen.

## Paronychodonals een tandtype

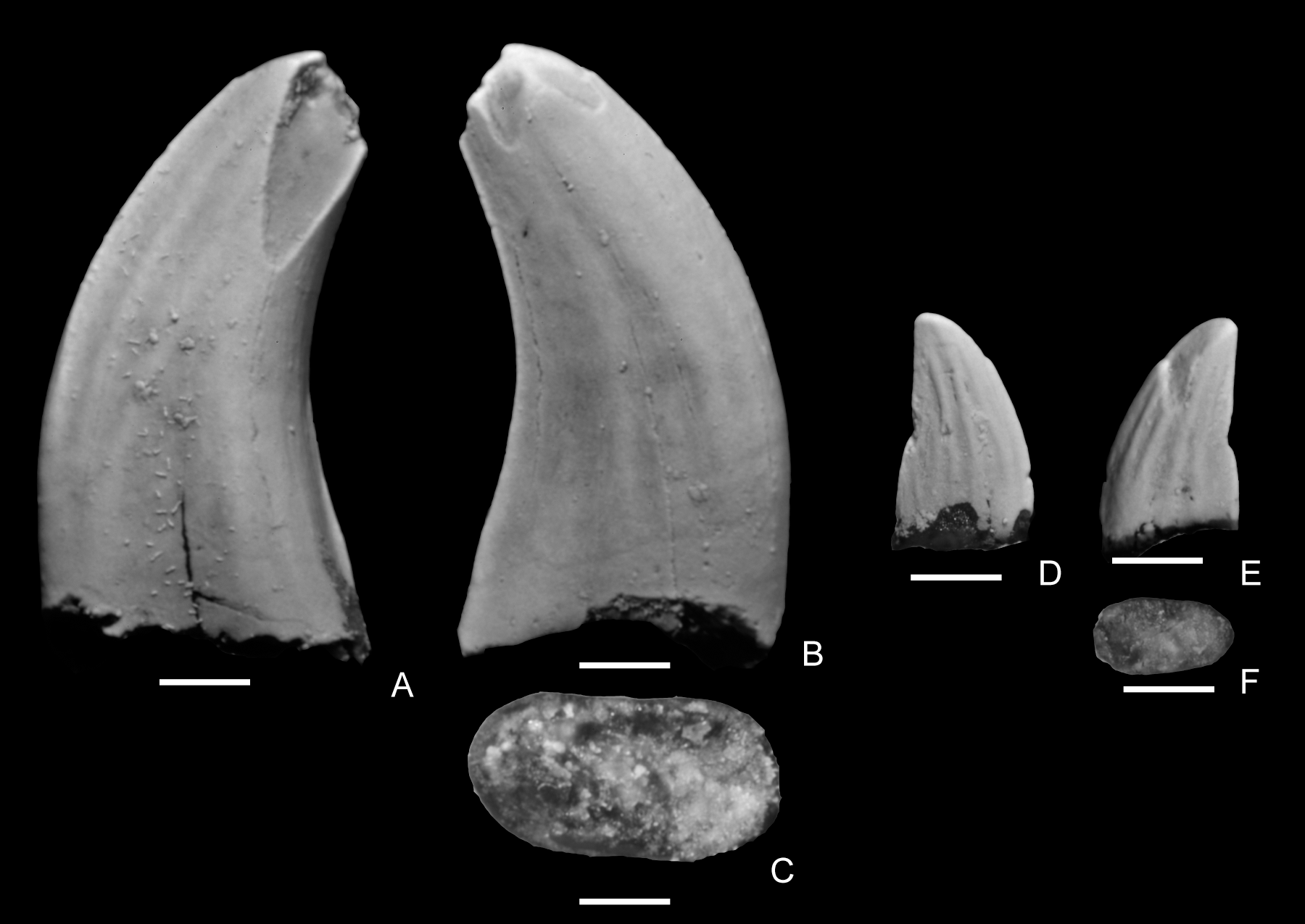
Twee aan Paranychodon toegewezen tanden

In de eeuw daarna zouden talloze tanden van dit type, uit het Jura en Krijt, aan Paronychodon worden toegewezen. Op den duur werd het onzeker wat daarvan nu precies de onderscheidende kenmerken waren. Hierdoor werden ook tanden toegewezen die wel kartelingen bezaten en aan de andere kant tanden die gladde snijranden en richels hadden, maar kort waren of niet aan de binnenzijde afgeplat.
Verschillende moderne onderzoekers hebben getracht orde uit de chaos te scheppen. Volgens een studie van Philip Currie uit 1990 waren de tanden met een platte binnenkant het gevolg van een pathologische groei: het zou tanden betreffen die te lang aan de binnenkant van de tandkas hadden vastgezeten. Othniel Charles Marsh had al in 1892 een gelijksoortige hypothese geopperd: hij zag de afwijkende tandvorm als een gevolg van het groeien van twee kleine tanden precies op de beennaad van de onderkaken, waarbij de achterzijden elkaar ruggelings raakten. Als zulke tanden kartelingen hadden was er volgens Currie meestal geen reden ze apart te benoemen; het ging dan gewoon om misvormde elementen van bekende soorten, vermoedelijk Dromaeosauridae. Dat gold niet voor tanden met gladde snijranden, want er zijn geen hele kaken bekend die zulke tanden dragen. Die zouden dus op een echte aparte soort kunnen wijzen. Later stelden andere onderzoekers echter dat jonge Troodontidae geen kartelingen hebben. Paronychodon in engere zin zou dus het jong van een bekende troödontide kunnen zijn of van een onbekende troödontide.
Een andere manier om de tanden in te delen werd in 2002 voorgesteld door Julia Sankey. Zij onderscheidde een Type A, bestaande uit langwerpige tanden, en een Type B vertegenwoordigd door korte sterk gekromde tanden. Het holotype is een Type A-tand.

## Verdere paronychodonsoorten
In 1889 benoemde Marsh een tweede soort van Tripriodon: Tripriodon caperatus, "de rimpelige", op basis van enkele tanden waarvan hij dacht die die van een zoogdier afkomstig waren. In feite gaat het echter om theropode tanden. De naam Tripriodon bleek daarbij achteraf een jonger synoniem te zijn. In 1991 hernoemde George Olshevsky de soort tot een tweede soort van Paronychodon: Paronychodon caperatus. Het holotype, YPM 10624 (eerder YPM 11852), betreft een tand die in vorm vrijwel gelijk is aan het holotype van P. lacustris, alleen de omvang is wat aanzienlijker. Sommige onderzoekers zien P. caperatus als een jonger synoniem van P. lacustris, anderen handhaven de soort, ook omdat die afkomstig is uit jongere lagen uit het Maastrichtien. Ruim honderd tanden zijn aan de soort toegewezen.
In 1995 hernoemde Olshevsky Laelaps explanatus Cope 1876, ook enkel gebaseerd op tanden, specimen AMNH 3958, tot een Paronychodon explanatus. Dit wordt tegenwoordig niet als een nuttig begrip gezien daar de tanden afwijkend groot zijn en vermoedelijk afkomstig van de dromaeosauride Saurornitholestes.

## Verhouding met andere tandtypen
Er zijn verschillende andere geslachten benoemd op basis van kleine theropodentanden wat de vraag heeft opgeroepen of die wellicht identiek zijn aan Paronychodon.
In 1876 benoemde Cope op basis van tanden Zapsalis; door vergelijking daarmee begreep hij pas dat Paronychodon een theropode was, zij het dat dit begrip nog niet bestond. Zapsalis is later wel als een jonger synoniem van Paronychodon beschouwd, maar naar huidige begrippen behoren de, gekartelde, tanden tot een dromaeosauride die dan geldig Zapsalis heet.
In 2000 stelde Oliver Rauhut dat Euronychodon uit Portugal en Oezbekistan identiek moet worden geacht aan Paranychodon.
In 2002 stelde Sankey dat de door haar in 2001 benoemde Richardoestesia isosceles slechts een variant zou zijn van Paronychodon Type A-tanden. Indien dat klopt, is R. isosceles een jonger synoniem van Paranychodon lacustris.